# Џорџ Милер (редитељ)
Џорџ Милер (енгл. George Miller; Чинчила, Квинсленд, 3. март 1945) аустралијски је режисер, продуцент и сценариста. Најпознатији је као редитељ филмова из серијала Побеснели Макс са Мелом Гибсоном у главној улози чији су други и четврти део, Друмски ратник и Ауто-пут беса, хваљени као два од највећих акционих филмова свих времена, а Ауто-пут беса је освојио шест Оскара. Милер је веома разнолик у жанру и стилу, пошто је такође режирао биографску медицинску драму Лоренсово уље, мрачну фантазију Вештице из Иствика и анимирани филм Плес малог пингвина награђен Оскаром, продуцирао је породичну фантастичну авантуру Бејб и режирао наставак Бејб: Прасе у граду.
Милер је суоснивач продукцијских кућа Kennedy Miller Mitchell, раније познат као Kennedy Miller, и Dr. D Studios. Његов млађи брат Бил Милер и Даг Мичел били су продуценти скоро свих филмова у Милеровој каснијој каријери, од смрти његовог оригиналног продуцентског партнера Бајрона Кенедија.
Године 2006. Милер је освојио Оскара за најбољи анимирани филм за Плес малог пингвина. Номинован је за још пет Оскара: за најбољи оригинални сценарио 1992. за Лоренсово уље, за најбољи филм и најбољи адаптирани сценарио 1995. за Бејб, и за најбољи филм и најбољу режију за Пут беса 2015.